# GDP-L-fukoza sintaza
GDP-L-fukoza sintaza (EC 1.1.1.271, GDP-4-keto-6-dezoksi-D-manoza-3,5-epimerase-4-reduktaza, GDP-L-fukoza:+ 4-oksidoreduktaza (3,5-epimerizacija)) je enzim sa sistematskim imenom GDP-beta-L-fukoza:NADP+ 4-oksidoreduktaza (3,5-epimerizacija). Ovaj enzim katalizuje sledeću hemijsku reakciju
-beta--fukoza + NADP+ {\displaystyle \rightleftharpoons } GDP-4-dehidro-6-dezoksi-alfa-D-manoza + NADPH + H+
Enzimi čoveka i Escherichia coli koriste NADH umesto NADPH u izvesnoj meri.

## Literatura
- Nicholas C. Price; Lewis Stevens (1999). Fundamentals of Enzymology: The Cell and Molecular Biology of Catalytic Proteins (Third изд.). USA: Oxford University Press. ISBN 019850229X.
- Eric J. Toone (2006). Advances in Enzymology and Related Areas of Molecular Biology, Protein Evolution (Volume 75 изд.). Wiley-Interscience. ISBN 0471205036.
- Branden C; Tooze J. Introduction to Protein Structure. New York, NY: Garland Publishing. ISBN 0-8153-2305-0.
- Irwin H. Segel. Enzyme Kinetics: Behavior and Analysis of Rapid Equilibrium and Steady-State Enzyme Systems (Book 44 изд.). Wiley Classics Library. ISBN 0471303097.

## Spoljašnje veze
- GDP-L-fucose+synthase на 